# Wolfgang Ischinger

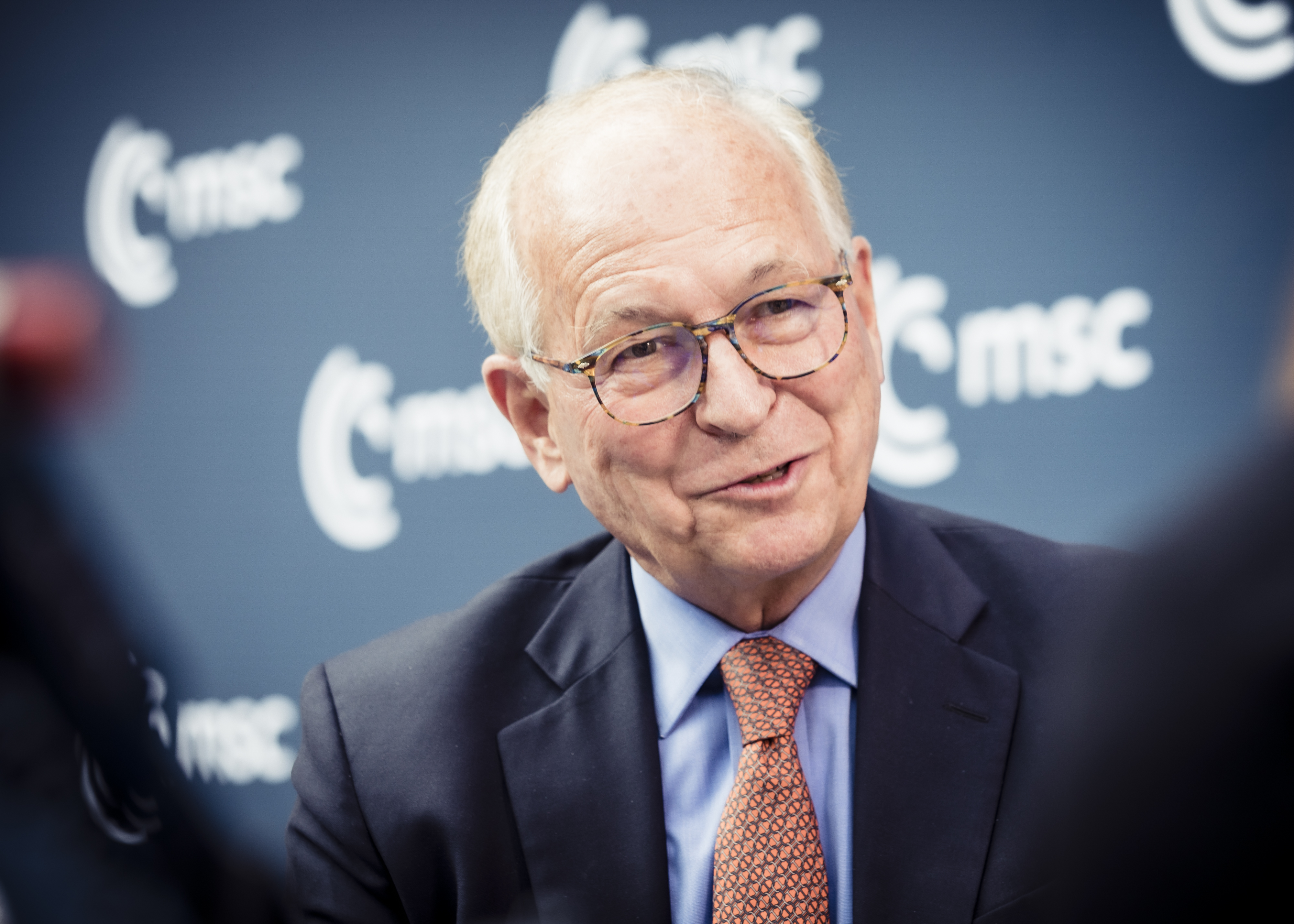
Wolfgang Ischinger (2020)

Wolfgang Friedrich Ischinger (* 6. April 1946 in Beuren) ist ein deutscher Jurist und Diplomat. Er war Staatssekretär im Auswärtigen Amt sowie Botschafter der Bundesrepublik Deutschland in Washington, D.C. und London. Von 2008 bis 2022 leitete er als Nachfolger von Horst Teltschik die Münchner Sicherheitskonferenz.

## Leben

### Schule und Studium
Ischinger wurde in Beuren, im damaligen Landkreis Nürtingen, etwa 45 km südöstlich von Stuttgart, geboren. Sein Vater Karl war Notar in Stuttgart. Der mütterliche Großvater August Pfänder war lange Jahre Bürgermeister von Nürtingen.
Das Schuljahr 1963/64 verbrachte Ischinger als Austauschschüler des American Field Service in Watseka, Illinois, und erlangte dort 1964 sein High School Diploma. Nach dem Abitur in Nürtingen und dem Studium der Rechtswissenschaften (1966–1972) an der Rheinischen Friedrich-Wilhelms-Universität Bonn (Erstes juristisches Staatsexamen 1972) und der Universität Genf (DAAD-Stipendium 1967) studierte er 1972/73, ebenfalls als DAAD-Stipendiat, Völkerrecht, Internationale Wirtschaftsbeziehungen und Zeitgeschichte an der Fletcher School of Law and Diplomacy (M.A. 1973) in Medford, Massachusetts, und der Harvard Law School in Cambridge, Massachusetts.

### Auswärtiger Dienst
Von 1973 bis 1975 war er als Mitarbeiter im Kabinett des UN-Generalsekretärs Kurt Waldheim in New York tätig.
1975 trat er in den Auswärtigen Dienst in Bonn ein, zunächst zuständig für Politische Planung. 1978 war er Absolvent des „Young-Leader-Programms“ beim American Council on Germany (ACG). In den folgenden Jahren war er unter anderem in den Botschaften in Washington, D.C. (1979–1982) und Paris (1990–1993) tätig, zuletzt als Gesandter-Botschaftsrat und Leiter der Politischen Abteilung. Von 1982 bis 1990 war er erst Persönlicher Referent und später Leiter des Parlaments- und Kabinettsreferats des damaligen Außenministers Hans-Dietrich Genscher (FDP). Im Oktober 1989 begleitete er einen Zug, mit dem DDR-Flüchtlinge aus der bundesdeutschen Botschaft in Prag über das Gebiet der DDR in die Bundesrepublik gebracht wurden.
Von 1993 bis 1995 war Ischinger Chef des Planungsstabs und von 1995 bis 1998 als Ministerialdirektor Leiter der Politischen Abteilung (Politischer Direktor) im Auswärtigen Amt in Bonn. Von 1998 bis 2001 war er unter Bundesaußenminister Joschka Fischer (Bündnis 90/Die Grünen) beamteter Staatssekretär. Von 2001 bis 2006 amtierte er als Nachfolger Jürgen Chrobogs als Deutscher Botschafter in den Vereinigten Staaten von Amerika; sein Nachfolger war Klaus Scharioth. Von März 2006 bis Ende April 2008 fungierte Ischinger als Nachfolger von Thomas Matussek als Botschafter der Bundesrepublik Deutschland im Vereinigten Königreich; sein Nachfolger wurde Georg Boomgaarden.

### Allianz SE und Münchner Sicherheitskonferenz

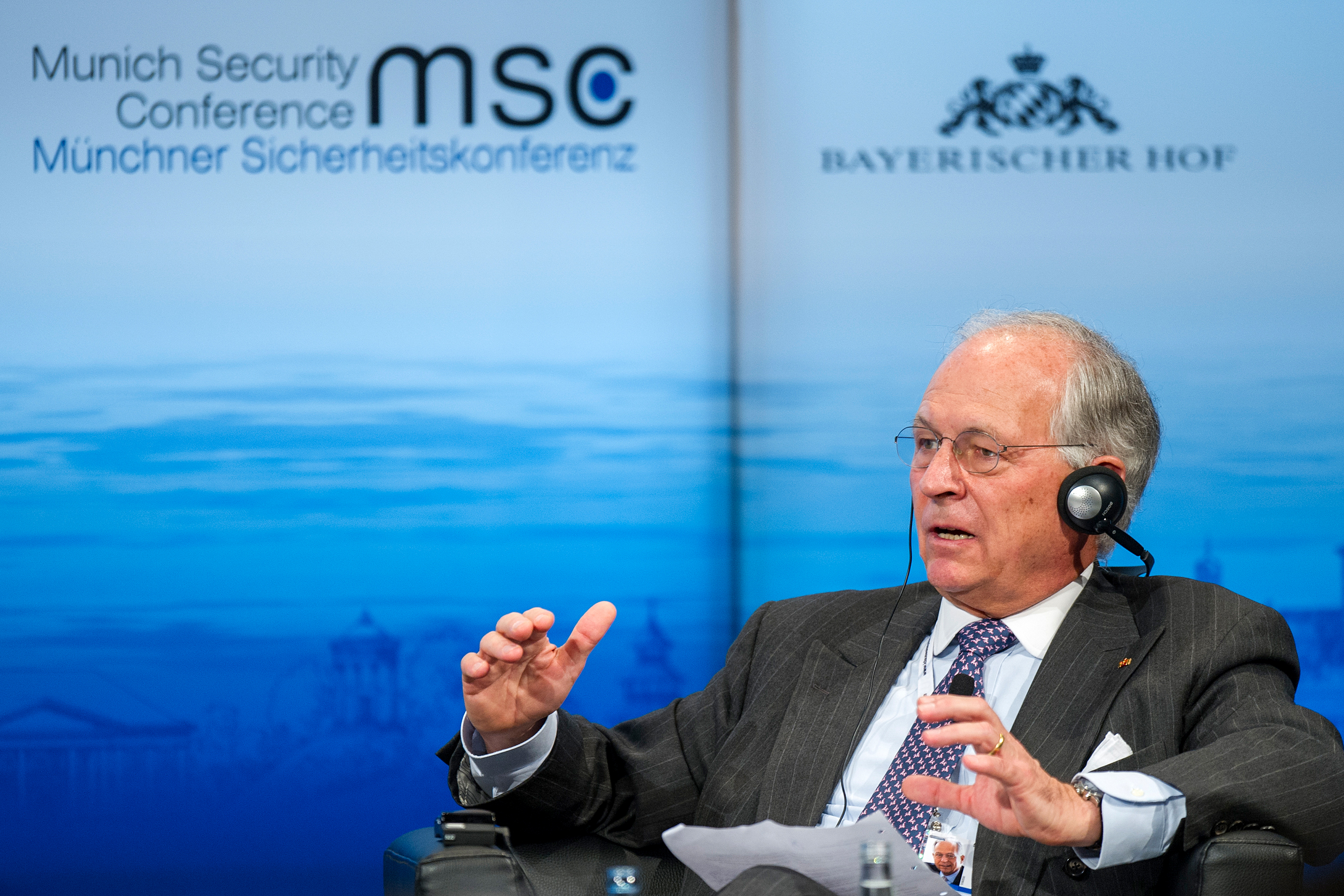
Wolfgang Ischinger auf der 50. Münchner Sicherheitskonferenz

Im Frühjahr 2008 wurde er auf eigenen Antrag vom Auswärtigen Dienst beurlaubt, um dem Wunsch der Bundesregierung Merkel entsprechend den Vorsitz der Münchner Sicherheitskonferenz (MSC) als Nachfolger von Horst Teltschik zu übernehmen.
Von Mai 2008 bis Dezember 2014 war er „Generalbevollmächtigter für Regierungsbeziehungen“ für den neu geschaffenen Bereich der Allianz SE in München („Global Head of Government Relations“), was ihm die Bezeichnung „Cheflobbyist“ einbrachte.
2014 war er Vertreter des Chairman-in-Office der OSZE für den nationalen Dialog an Runden Tischen in der Ukraine (siehe Krieg in der Ukraine seit 2014). Seit 2015 ist er Vorsitzender des „Panel of Eminent Persons on European Security as a Common Project“, einer OSZE-Kommission für Europäische Sicherheit.
Seit 2022 ist Christoph Heusgen sein Nachfolger in der Leitung der Münchner Sicherheitskonferenz.

### Honorarprofessur
Im Sommersemester 2009 war Ischinger Lehrbeauftragter am Geschwister-Scholl-Institut für Politikwissenschaft der Ludwig-Maximilians-Universität München und leitete dort ein Seminar zum Thema „Moderne Krisendiplomatie“.
Seit April 2011 ist Ischinger Honorarprofessor am Institut für Politikwissenschaft der Eberhard Karls Universität Tübingen. Er leitet Seminare zum Thema Krisendiplomatie. Seit 2015 lehrt er als Senior Professor for Security Policy and Diplomatic Practice an der privaten Hertie School in Berlin.

### Familie
Ischinger ist in zweiter Ehe mit der Journalistin und Autorin Jutta Falke-Ischinger verheiratet und hat drei Kinder. Seine erste Frau Barbara Ischinger war bis 2014 Bildungsdirektorin der OECD in Paris.

## Außenpolitische Rolle

### Strategieentwicklung
Die Arbeit im Planungsstab des Auswärtigen Amts (1977–1979 und 1993–1995) ermöglichte Ischinger konzeptionelles außenpolitisches Arbeiten, das sich u. a. in Veröffentlichungen in deutschen, englischen und französischen Fachzeitschriften niederschlug. Besondere Aufmerksamkeit widmete er Grundfragen deutscher Außenpolitik, wie z. B. der Frage nach der Definition deutscher Interessen, der deutschen Sicherheits- und Abrüstungspolitik, der Fortentwicklung der Europapolitik und des Verhältnisses zu Russland, der Schritte zu einer gemeinsamen europäischen Außenpolitik, ebenso wie Fragen regionaler Krisenpräventionspolitik, insbesondere auf dem Balkan. Unter anderem war Ischinger 1995 mit dem damaligen US-amerikanischen Sonderbeauftragten für den Balkan Richard Holbrooke am Zustandekommen des Friedensvertrages von Dayton für Bosnien-Herzegowina beteiligt.
Ischinger hat in mehreren Schlüsselpositionen des Auswärtigen Diensts mitgewirkt an der Formulierung und Gestaltung der deutschen Balkan-Politik, insbesondere in Bosnien und im Kosovo, bei der Ausgestaltung des Verhältnisses zwischen NATO und Russland, ebenso wie bei den Erweiterungsprozessen der Europäischen Union und der NATO. Er war Mitglied der von Bundeskanzler Gerhard Schröder und Präsident Wladimir Putin eingesetzten hochrangigen Deutsch-Russischen Strategischen Arbeitsgruppe für Wirtschaft und Finanzen (SAG) im Bundesministerium für Wirtschaft und Technologie mit dem Ziel einer verstärkten bilateralen Zusammenarbeit.

### Operative Einsätze
Von Juli bis Dezember 2007 vertrat Ischinger die Europäische Union in den sogenannten Troika-Verhandlungen (gemeinsam mit USA und Russland) mit Belgrad und Pristina über die Zukunft des Kosovo. Ischinger meldet sich regelmäßig in den außen- und sicherheitspolitischen Debatten zu Wort, unter anderem mit einer monatlichen Kolumne auf der Homepage der Münchner Sicherheitskonferenz. 2009 forderte er mehr europäische Unterstützung für US-Präsident Barack Obama und setzte sich für ein stärkeres europäisches Engagement in Afghanistan ein.
Als Mitglied der Global-Zero-Kommission engagiert er sich für die Vision einer nuklearfreien Welt. Wiederholt war er Teilnehmer der Bilderberg-Konferenz und des Weltwirtschaftsforums sowie Konferenzleiter des Berliner Demografie Forums. Ischinger gehört zu den Unterstützern der Charta der Digitalen Grundrechte der Europäischen Union, die Ende November 2016 veröffentlicht wurde.
Seit 2019 ist er Vorsitzender der Transatlantischen Task Force des German Marshall Funds und der Bundeskanzler-Helmut-Schmidt-Stiftung.

### Vorschläge zur Vorbereitung eines künftigen Friedens in der Ukraine
In einem Beitrag für den Tagesspiegel entwickelte Ischinger am 13. März 2023 Vorschläge für einen künftigen Frieden in der Ukraine gut ein Jahr nach dem russischen Überfall auf die Ukraine. Denn es gelte, nicht in strategischer Schockstarre zu verharren. „Außer Waffenlieferungen und finanzieller Unterstützungsleistungen müssen wir dem anwachsenden kritischen Fragenchor in den USA genauso wie bei uns in Deutschland Perspektiven anbieten.“ Neben die militärische Ramstein-Kontaktgruppe solle unverzüglich eine politisch-strategische Kontaktgruppe treten und mit dem Mandat ausgestattet werden, „alle denkbaren Elemente möglicher künftiger Verhandlungskonzepte zu prüfen, Optionen für Verhandlungsstrategien zu entwickeln, Textentwürfe zu erarbeiten und mit der Ukraine abzugleichen.“ Angehören sollte einer solchen Kontaktgruppe die „klassische transatlantische Vierergruppe“ aus USA, Großbritannien, Frankreich und Deutschland als möglicher engster Kern, ergänzt um europäische und transatlantische Partner wie Kanada, Spanien, Polen, Italien, die Baltischen Staaten sowie die UN, EU, OSZE und NATO. Einladungen für einen weiteren, äußeren Mitwirkungskreis sollten nach Ischingers Vorstellungen auch Staaten des globalen Südens wie Brasilien, Indien und China erhalten.
Ischinger argumentiert für seinen Vorschlag mit zwei zeitgeschichtlichen Beispielen: So sei bereits das Friedensabkommen von Dayton für Bosnien-Herzegowina im Jahr 1995 von einer ähnlich gearteten Kontaktgruppe vorbereitet worden; und der Resolution 1244 des UN-Sicherheitsrates zur Beendigung des Kosovokriegs habe eine Initiative des damaligen deutschen Außenministers Joschka Fischer zugrunde gelegen, der die zuständigen Fachleute im Auswärtigen Amt mit der Ausarbeitung eines Friedensplans beauftragt habe. Ischingers Plädoyer für die Ausarbeitung „aller denkbaren Optionen“ eines Friedensprozesses für die Ukraine endet mit den Worten: „Und nehmen wir damit bitte den Schwarzers, Wagenknechts und Prechts den Wind endgültig aus den Segeln.“

## Mitgliedschaften

### Aktuell
- Co-Vorsitzender (mit Igor Sergejewitsch Iwanow und Sam Nunn) der Euro-Atlantic Security Initiative (EASI) des Carnegie Endowment for International Peace[19]
- Vorstandsmitglied der Atlantik-Brücke[20]
- Präsidiumsmitglied der Deutschen Gesellschaft für Auswärtige Politik (DGAP)[21]
- Mitglied des Board of Directors des Atlantic Council[22]
- Mitglied des internationalen Beirats des Institute for Strategic Dialogue (ISD)[23]
- Mitglied des Kuratoriums der Gesellschaft für Außenpolitik[24]
- Mitglied des Kuratoriums der Bonner Akademie für Forschung und Lehre praktischer Politik (BAPP)[25]
- Senior Fellow der Hertie School of Governance[26]
- Mitglied des Board of Trustees der American Academy in Berlin[27]
- Mitglied des Advisory Board des European Leadership Network (ELN)[28]
- Mitglied des European Council on Foreign Relations (ECFR)[29]
- Mitglied der Académie de Berlin[30]
- Associate Fellow des Genfer Zentrums für Sicherheitspolitik[31]
- Mitglied im International Advisory Board von Investcorp[32]
- Stellvertretender geschäftsführender Vorsitzender von Global Bridges[33]

### Frühere Mitgliedschaften und Ehrenämter (Auswahl)
- Mitglied (emeritiert) des Board des EastWest Institute[34]
- Mitglied des Governing Board des Stockholm International Peace Research Institute (SIPRI)[35]
- Mitglied des Stiftungsrats der Stiftung Wissenschaft und Politik (SWP)[36]
- Mitglied der Allianz Kulturstiftung[37]
- als Vorsitzender der MSC ex officio Mitglied des Board of Trustees des American Institute for Contemporary German Studies (AICGS)
- Mitglied des Beirats der Bundesakademie für Sicherheitspolitik (BAKS)
- Mitglied des Advisory Board der Young Initiative on Foreign Affairs and International Relations (IFAIR)[38]
- Aufsichtsrat (bis 2015) der Allianz Deutschland AG
- Vorsitzender der „Transatlantic Task Force: Together or Alone? Choices and Strategies for Transatlantic Relations for 2021 and Beyond“ des German Marshall Funds und der Bundeskanzler-Helmut-Schmidt-Stiftung[39]
- Vorsitzender des Advisory Boards der LSE German Society.

## Auszeichnungen
- 2008 erhielt Ischinger die Leo-Baeck-Medaille des Leo Baeck Instituts.

- Am 5. Oktober 2009 wurde er von Bundespräsident Horst Köhler mit dem Bundesverdienstkreuz 1. Klasse ausgezeichnet.[40][41]

- Am 8. Mai 2010 wurde Ischinger von Ministerpräsident Stefan Mappus mit dem Verdienstorden des Landes Baden-Württemberg ausgezeichnet.

- 2011 wurde er mit der Ehrendoktorwürde der Universität Prishtina geehrt.

- Ischinger wurde zum Kommandeur der französischen Ehrenlegion ernannt.

- 2015 wurde ihm durch Bundesverteidigungsministerin Ursula von der Leyen die Manfred-Wörner-Medaille verliehen. Im gleichen Jahr erhielt er die Bayerische Staatsmedaille Innere Sicherheit.

- 2016 wurde ihm der mehrfarbige Orden der Aufgehenden Sonne am Band verliehen.[42]

- 2018 wurde er mit dem Nunn-Lugar Award der Carnegie Corporation und des Carnegie Endowment for International Peace (CEIP) ausgezeichnet.[43]

- 2019 erhielt Wolfgang Ischinger die Bayerische Europamedaille.[44]

- 2021 wurde er mit dem Hanns Martin Schleyer-Preis ausgezeichnet.
- 2023 erhielt er den Preis für Verständigung und Toleranz des Jüdischen Museums Berlin.[45]

## Kontroversen
Im Februar 2022 wurde berichtet, dass Ischinger entgegen eigenen Behauptungen – laut denen er die Münchener Sicherheitskonferenz ehrenamtlich leitet und lediglich eine Aufwandsentschädigung erhält – über seine Beratungsfirma Agora Strategy Group AG an der Münchner Sicherheitskonferenz verdiente. So habe die Firma, an der Ischinger 30 Prozent hält, laut Spiegel Termine und Kontakte auf der Konferenz zum Verkauf angeboten. Ischinger wies die Vorwürfe eines Interessenkonflikts zurück und beantwortete den Fragenkatalog des Magazins vollständig. Fragen und Antworten wurden auf der Webseite der Münchner Sicherheitskonferenz veröffentlicht.

## Schriften (Auswahl)
- mit Kurt Hesse: Die Entwicklungsschwelle. Der Übergang vom Entwicklungsland zum entwickelten Land unter Einbeziehung von 3 Testfällen. Mit 84 Tabellen. Duncker und Humblot, Berlin 1973. ISBN 3-428-02957-7.
- Die gemeinsame Außen- und Sicherheitspolitik nach Amsterdam (= Zentrum für Europäische Integrationsforschung: Discussion paper. C 14). Zentrum für Europäische Integrationsforschung, Bonn 1998. ISBN 3-933307-14-7.
- Igor Ivanov, Sam Nunn (Hrsg.): Toward a Euro-Atlantic Security Community. Final Report of the Euro-Atlantic Security Initiative. Carnegie Endowment for International Peace, Washington, D.C. 2012.
- mit Des Browne, Igor Ivanov, Sam Nunn (Hrsg.): Building Mutual Security in the Euro-Atlantic Region. Report Prepared for Presidents, Prime Ministers, Parliamentarians, and Publics. Nuclear Threat Initiative, Washington, D.C. 2013.
- (Hrsg.): Towards Mutual Security. Fifty Years of Mutual Security. Vandenhoeck & Ruprecht, Göttingen u. a. 2014, ISBN 978-3-525-30054-1.
- Welt in Gefahr. Deutschland und Europa in unsicheren Zeiten. Econ Verlag. 2018.